# 绿山山脉国家森林
绿山山脉国家森林（英語：Green Mountain National Forest）是美国佛蒙特州的一座国家森林，位于佛蒙特州的綠山山脈，是典型的新英格兰/阿卡迪亚森林。 森林中有各种野生动物，包括美洲河狸、驼鹿、狼、美洲黑熊和白尾鹿，还有丰富多种鸟类物种，例如野生火雞和领鸡。
绿山山脉国家森林建立于1932年，以制止滥砍滥伐造成的洪水与火灾，面积达399,151英畝（1,615.31平方），是佛蒙特州境内最大的单一土地。如果相邻的五指湖国家森林与之合并，那么绿山山脉国家森林会变成新英格兰地区唯二的两座跨州的国家森林之一，另一座是白山山脉国家森林。